# الغزو المغولي لشيا الغربية
الغزو المغولي لشيا الغربية هو سلسلة من الصراعات بين الإمبراطورية المغولية وسلالة شيا الغربية (شي شيا) والمعروفة أيضًا باسم إمبراطورية تانغوت. أمر الزعيم المنغولي جنكيز خان ببعض الغارات الأولية ضد شيا الغربية قبل شن غزو واسع النطاق في عام 1209 على أمل كسب بعض الغنائم والحصول على دولة تابعة قوية. وكان هذا أول غزو كبير شنه جنكيز خان وبداية الغزو المغولي للصين. أقنع المغول الإمبراطور لي أنكان بالاستسلام في يناير 1210على الرغم من حدوث انتكاسة كبيرة خلال حصار استمر لمدة عام تقريبًا على العاصمة ينشوان عندما غمر النهر المحول معسكرهم عن طريق الخطأ. خدمت شيا الغربية المغول لما يقرب من عقد من الزمان كدولة تابعة وساعدتهم في حرب المغول-جين، ولكن حاولت شيا الغربية الانفصال عن الإمبراطورية والتحالف مع سلالتي جين وسونغ عندما غزا جنكيز السلالة الخوارزمية الإسلامية في عام 1219. وبسبب غضبه من هذه الخيانة، أرسل جنكيز خان في عام 1225 حملة عقابية ثانية إلى شيا الغربية. اعتزم جنكيز خان القضاء على ثقافة شيا الغربية بأكملها، ودمرت حملته بشكل منهجي مدن شيا الغربية والريف، وبلغت ذروتها في حصار العاصمة في عام 1227 إلى جانب غزوات في إقليم جين. توفي جنكيز خان قرب نهاية الحصار في أغسطس 1227 لسبب غير مؤكد، على الرغم مما تقوله بعض الروايات عن مصرعه في الحرب ضد شيا الغربية. سقطت ينشوان بعد وفاته على يد المغول وذُبح معظم سكانها.

## خلفية
ظهرت سلالة شيا الغربية والمعروفة أيضًا باسم شي شيا أو إمبراطورية تانغوت أو المنيا في عام 1038، وانتشرت لتغطي في النهاية ما يعرف الآن باسم المقاطعات الشمالية الغربية الصينية من نينغشيا، وقانسو، وشرق تشينغهاي، وشمال شنشي، وشمال شرق سنجان، وجنوب غرب منغوليا الداخلية، وأقصى جنوب منغوليا الخارجية. كانت دولة شيا الغربية صغيرة إلى حد ما، وكافحت من أجل الهيمنة مع جيرانها الأكبر والأكثر قوة سلالة لياو في الشرق والشمال الشرقي، وسلالة سونغ في الجنوب الشرقي. عندما ظهرت سلالة جين في عام 1115 وأزاحت لياو، قبلت شيا الغربية في النهاية وضع الدولة التابعة للإمبراطورية الجديدة. اكتسبت شيا الغربية بمساعدتها لجين في حروبهم ضد سونغ آلاف الأميال المربعة من أراضي سونغ السابقة. ومع ذلك، تدهورت العلاقات بين شيا الغربية وجين تدريجيًا على مدى سنوات عديدة.
تولى الإمبراطور هوانزونج عرش شيا الغربية بعد وفاة حاكمها الرابع الإمبراطور رينزونج وبدأت قوة شيا الغربية في الخبوت. على الرغم من كونها أقل شأنًا عسكريًا من جين المجاورة، إلا أن شيا الغربية احتفظت بتأثير كبير على السهول الشمالية. غالبًا ما رحبت الدولة بقادة كيريت المخلوعين بسبب الروابط التجارية الوثيقة مع السهوب وبسبب إمكانية استخدام اللاجئين كرهائن في الهضبة المنغولية. بدأ تيمجون الذي سيصبح قريبًا جنكيز خان في تعزيز سلطته في منغوليا في أواخر عقد 1190 وأوائل عقد 1200. بعد وفاة اونغ خان زعيم الكيراتيين على يد الإمبراطورية المغولية الناشئة في عام 1203، قاد نيلجا سينجم زعيم الكيراتيين مجموعة صغيرة من أتباعه إلى شيا الغربية. ومع ذلك، طُرد نيلجا سينجم من أراضي شيا الغربية بعد نهب أتباعه للسكان المحليين.

## الغارات الأولية
شن تيموجين غارة ضد شيا في عام 1205 في منطقة إدسين مستخدمًا لجوء منافسه نيلجا سينجم المؤقت في شيا الغربية كذريعة. نهب المغول المستوطنات الحدودية وقبل أحد نبلاء شيا الغربية السيادة المغولية. قبض المغول على نجل قائد المدينة خلال غارة على غانزو (زهانغي حاليًا). انضم هذا الصبي الصغير إلى المغول وأخذ اسمًا مغوليًا وهو تشاجان، ثم ترقي ليصبح قائدًا لحاس تيموجين الشخصي في نهاية المطاف. في العام التالي 1206، أعلن تيموجين رسميًا أن لقبه جنكيز خان حاكم جميع المغول معلنًا البداية الرسمية للإمبراطورية المغولية، بينما قتل لي أنكان هوانزونج من شيا الغربية في انقلاب وأعلن نفسه الإمبراطور شيانغزونغ. قاد جنكيز غارة أخرى على شيا الغربية في عام 1207، غزا فيها منطقة أوردو ونهب وهاي الحامية الرئيسية على طول النهر الأصفر، قبل أن ينسحب منها في عام 1208. ثم بدأ جنكيز الاستعداد لغزو واسع النطاق. إذ أنه من خلال غزوه لشيا الغربية، سيحصل على تابع يدفع له الجزية، وسيسيطر أيضًا على طرق القوافل على طول طريق الحرير وسيزود المغول بإيرادات قيمة. علاوة على ذلك، يمكنه أن يشن غارات على سلالة جين الأكثر ثراء انطلاقًا من شيا الغربية.

## الغزو الأول
في عام 1209، بدأ جنكيز بحملته لغزو شيا الغربية. طلب لي أنكان المساعدة من سلالة جين، لكن رفض إمبراطور جين الجديد وانيان يونغجي إرسال المساعدة مشيرًا إلى أنه «من مصلحتنا أن يهاجم أعداؤنا بعضهم البعض. فأين يكمن الخطر علينا؟». استولى جنكيز على المدينة بعد هزيمة قوة بقيادة كاو ليانغ هوي خارج مدينة وولاهاي، وتقدم على طول النهر الأصفر هازمًا العديد من المدن أثناء تحركه حتى وصل إلى قلعة كيمين التي كانت تحرس الممر الوحيد عبر جبال هيلان إلى العاصمة ينشوان. أثبتت القلعة صعوبة بالغة في الاستيلاء عليها نظرًا لاحتوائها على جيش يصل قوامه إلى سبعين ألفًا بالإضافة إلى 50 ألف من الإمدادات، وبعد مواجهة استمرت شهرين شعر المغول بتراجع، واستدرجوا الحامية بقيادة وي مينغ لينغ كونغ إلى المديان حيث سُحقوا بسهولة. وبعد فتح الطريق أمامه، تقدم جنكيز إلى العاصمة. احتوت ينشوان المحصنة جيدًا على حوالي مائة وخمسين ألف جندي، وهو ضعف حجم الجيش المغولي تقريبًا. افتقر المغول إلى المعدات والخبرة المناسبة للاستيلاء على المدينة في واحدة من محاولاتهم الأولى لفرض الحصار. وبرغم وصولهم إلى المدينة في مايو، فأنهم فشلوا في اختراقها حتى شهر أكتوبر. حاول جنكيز إغراق العاصمة بتحويل النهر وشبكة قنوات الري التابعة له إلى المدينة، ودُمرت جدران ينشوان تقريبًا بحلول عام 1210. ومع ذلك، فقد انكسر السد المستخدم لتحويل النهر وأدى الفيضان الذي أعقب ذلك إلى تدمير المعسكر المغولي مما أرغم المغول إلى التحرك إلى منطقة أعلى. استمر المغول في تشكيل تهديد لشيا الغربية على الرغم من هذه الانتكاسة، ومع تدمير محاصيل الدولة وعدم وجود أي إغاثة قادمة من جين، وافق لي أنكان على الخضوع للحكم المغولي، وأعطى ابنته تشاكا إلى جنكيز لكي يتزوجها كعلامة على ولاءه، وأرسل الجِمال والصقور والمنسوجات.

## شيا الغربية كدولة تابعة للمغول
في عام 1210، هاجمت شيا الغربية سلالة جين كعقاب لرفضهم مساعدتهم ضد المغول. وفي العام التالي انضم المغول إلى شيا الغربية وبدأوا حملة استمرت 23 عامًا ضد جين. في نفس العام تنازل لي أنكان عن العرش وتوفي لاحقًا بعد أن استولى شينزونغ على السلطة.
ومع ذلك برغم مساعدتها المغول ضد جين في عام 1217 فقد رفضت شيا الغربية طلب جنكيز خان للمساعدة في حملاته في آسيا الوسطى، فحاصرت القوات المغولية العاصمة كتحذير قبل أن يسحبوا القرار. ثم في عام 1219، بدأ جنكيز خان حملته ضد سلالة خوارزم في آسيا الوسطى وطلب مساعدة عسكرية من شيا الغربية. ومع ذلك، رفض الإمبراطور وقائده العسكري آشا المشاركة في الحملة قائلين إنه إذا كان لدى جنكيز عدد قليل جدًا من القوات لمهاجمة خوارزم، فليس من حقه المطالبة بالسلطة المطلقة. غضب جنكيز وأقسم بالانتقام ثم غادر لغزو خوارزم، في حين حاولت شيا الغربية أن تتحالف مع سلالتي جين وسونغ ضد المغول.